# Don't Think Twice 〜桜並木の面影にゆれて〜
「Don't Think Twice 〜桜並木の面影にゆれて〜」（ドント・シンク・トゥワイス）は、日本のミュージシャンである長渕剛の53枚目のシングル。作詞、作曲は長渕剛が行っている。

## 音楽性
本作に関して音楽ニュースサイト『オリコンニュース』では、「人生の“リアル”を切り取った歌詞が並ぶ」、「あえてイメージをぶち壊し“振り出しに戻ることを厭わない勇気”をメッセージに歌い上げる」と表記している。
音楽ニュースサイト『音楽ナタリー』では、「“ふり出しに戻る勇気”を、長渕が熱く語りかけるナンバー」と表記している。
音楽ライターの冬将軍は「近年の楽曲にしてはコード進行などは比較的シンプルですが、繰り返し聴くためのスタジオ作品として成立させるため、アレンジにとても凝っている印象」、「大衆性を考えながら“耳馴染みの良さ”に重きをおいた、型にはまらない幅広いアレンジが長渕さんの作風。今回は特にそれが顕著に現れている」と語っている。

## リリース
本作は2018年5月16日に配信限定でリリースされた。

## プロモーション
本作に関するテレビ出演は、リリース直後の5月23日に日本テレビ系情報番組『スッキリ』（2006年 - ）に初出演し、本作とTOKIOに提供した「青春 SEISYuN」の2曲を演奏した。「青春 SEISYuN」を演奏した事については、同年5月に同グループの山口達也が強制わいせつ容疑で書類送検され、ジャニーズ事務所から無期限謹慎処分を下された事に対してエールを送る意味合いであったと長渕は認めている。
同番組に出演しているお笑い芸人の山里亮太は当日の様子を「汐留の建物ごと緊張してたね」と語り、紹介VTR放送後に長渕が「面白くまとめてくれてるね」とコメントした際に、スタッフたちは「褒められた!」と舞い上がっていたという。また、長渕は当日「青春 SEISYuN」の歌詞の一部を変更して演奏したが、これに反応したアナウンサーの森圭介は号泣する事態となった。このパフォーマンスに対しては、絶賛する声が多く上がったという。

## チャート成績
Billboard Japan Download Songsにおいて、5月28日付けで17位となった。
Billboard Japan Hot 100において、5月28日付けで99位となった。

## ライブ・パフォーマンス
長渕は本作リリース後にアルバムは発表せず、本作をメインタイトルに据えたライブツアー「Arena Tour 2018 Don't Think Twice」を7月3日の大阪城ホールを皮切りに8月21日の福岡国際センターまで7都市全13公演におよび開催した。また、このツアーでは長渕にとって初となるスマートフォンで撮影された動画の無料配信が行われ、8月1日の日本ガイシホールでの公演をテスト撮影したものを8月17日より3回に分けて期間限定で配信、さらにツアーファイナルとなった8月21日の福岡国際センターでの公演を9月7日より映像配信サイト「GYAO!」にて期間限定で配信された。